# Nadiuska
Roswithka Bertasha Smid Honczar, conocida artísticamente como Nadiuska (Schierling, 19 de enero de 1952), es una actriz alemana que desarrolló la mayor parte de su carrera en España.

## Biografía

### Inicios y trayectoria cinematográfica
Alemana, hija de padre militar ruso (Emiliam Honczar) y madre polaca (Maruschka Nadlovska), ambos de credo judío, llegó a Barcelona en 1971 y comenzó a trabajar como modelo del modisto Rafael Nieto. Su salto al cine llegó en 1972 bajo el nombre de «Nadiuska», más sencillo de pronunciar en la España del momento que «Nadjuschka». A pesar de ello, en la esfera personal le gusta ser llamada simplemente «Nadia».
Participó en numerosas películas de gran éxito, y en particular fue una de las figuras prinicipales del cine del destape. Su filmografía se concentró principalmente en la década de los setenta, y contó con títulos como Manolo la nuit (1976), Lo verde empieza en los Pirineos (1973) o El señor está servido (1976). En 1978 protagonizó el film humorístico Mi mujer no es mi señora con el capocómico argentino Alberto Olmedo, y en 1982 interpretó a la madre del Conan niño en Conan el Bárbaro, protagonizada por Arnold Schwarzenegger.En los años siguientes realizó apariciones en Othello, el comando negro (1982), La loca historia de los tres mosqueteros (1983) y series como Tristeza de amor (1986) y Los ladrones van a la oficina (1993). Sus últimos papeles fueron en Brácula: Condemor II (1997) y Las dudas de Judas y María Magdalena (1998).

### Etapa final
Su declive en el mundo del espectáculo fue cortesía de Damián Rabal, su amante y mánager de años, que al enterarse de que Nadiuska quería dejarlo decidió cerrarle los caminos del éxito por venganza. El hombre que había llevado a Nadiuska a lo alto del cine español la condenó al desahucio, el olvido y la enfermedad de la manera más miserable.
A finales de los años noventa sufrió graves problemas económicos, y en 1999 fue trasladada de la pensión en la que residía al hospital psiquiátrico Alonso Vega, donde le diagnosticaron esquizofrenia. Una vez cumplido su tratamiento con mejoría, en 2002 le dieron el alta. Sin poder recuperarse económicamente, comenzó a vivir en la calle en diversas zonas de Madrid, apareciendo en el programa Tiempo al tiempo, presentado por Concha Velasco. Posteriormente, en 2003, pasó a vivir en una residencia religiosa concertada en Ciempozuelos, el Complejo Asistencial Benito Menni, de las Hermanas Hospitalarias del Sagrado Corazón de Jesús.
En 2023 se estrenó la serie documental El enigma Nadiuska, de Atresplayer, dirigida por Valeria Vegas, que revisaba la historia de la actriz desde una óptica feminista.
También en 2023 se estrenó otra serie documental en formato sonoro: Nadiuska, de Sonora, narrada por Jorge Sanz, su primer hijo en el mundo del cine.

## Vida personal
El 26 de mayo de 1973 contrajo matrimonio religioso en secreto con Fernando Montalbán Sánchez, chatarrero, con el fin de obtener la nacionalidad española (ella se convirtió al catolicismo, desde su judaísmo inicial). Los padrinos fueron Damián Rabal, representante artístico y productor y Rosa García, sastra de cine. El matrimonio eclesiástico fue anulado por el Tribunal de la Rota el 16 de diciembre de 1980.

## Filmografía
- Las dudas de Judas y María Magdalena (1998)
- Brácula: Condemor II (1997)
- Los ladrones van a la oficina (1993)
- El tío del saco y el inspector Lobatón (1991)
- Seducción mortal (Protervo) (1990)
- Tristeza de amor / El viejo Werther (1986)
- Tristeza de amor. Serie de TVE, episodio "Pub Chopin" (1986)
- Tristeza de amor. Serie de TVE, episodio "La rusa" (1986)
- La de Troya en el Palmar (1984)
- La loca historia de los tres mosqueteros (1983)
- El violador violado (1983)
- Conan el Bárbaro (1982)
- Othello, el comando negro (1982). De Max H. Boulois.
- Las siete cucas (1981)
- Challenge of the Tiger/Gymkata Killer (El duelo del dragón y el tigre) (1980)
- Buitres sobre la ciudad (1980)
- La noche viene movida (Argentina) (1980)
- Siete chicas peligrosas/Sette ragazze di classe (1979). España/Italia. De Pedro Lazaga.
- Guyana, el crimen del siglo (1979)
- Las siete magníficas y audaces mujeres (1979)
- Siete chicas peligrosas (1978)
- Suave, cariño, muy suave (1978)
- Mi mujer no es mi señora o Mi marido no funciona (1978) (Argentina) (Protagonizada por Alberto Olmedo)
- Chely (1977)
- Dos hombres y, en medio, dos mujeres (1977)
- La muerte ronda a Mónica (1977)
- Eva a las diez (1977)
- Plus ça va, moins ça va (1977)
- Beatriz (1976)
- Desnuda inquietud (1976)
- El señor está servido (1976)
- La amante perfecta (1976)
- Spanish fly (1976)
- Último deseo (1976)
- Dragon Bruce Lee (1975)
- La mosca hispánica (1975)
- Último deseo (1975)
- Un lujo a su alcance (1975)
- Zorrita Martínez (1975)
- Chicas de alquiler (1974)
- Perversión (1974)
- Revista de cine (1974)
- Polvo eres (1974)
- Una abuelita de antes de la guerra (1974)
- Vida conyugal sana (1974)
- El chulo (1974)
- Lo verde empieza en los Pirineos (1973)
- Manolo la nuit (1973)
- Señora doctor (1973)
- Tarzán en las minas del rey Salomón (1973)
- Timanfaya (1972)
- Soltero y padre en la vida (1972)